# Hutulu, Cahul
Hutulu este un sat în cadrul comunei Lebedenco, raionul Cahul, Republica Moldova.
Structură etnică
     moldoveni (31,93%)
     ucraineni (48,95%)
     ruși (6,76%)
     găgăuzi (0,93%)
     bulgari (10,96%)
     români (0%)
     evrei (0%)
     polonezi (0%)
     țigani (0,23%)
     alte etnii / nedeclarată (0,24%)
Conform datelor recensământului din 2004, populația localității este de 429 locuitori, dintre care 202 (47,09%) bărbați și 227 (52,91%) femei. Structura etnică a populației în cadrul localității arată astfel:
- moldoveni — 137;
- ucraineni — 210;
- ruși — 29;
- găgăuzi — 4;
- bulgari — 47;
- țigani — 1;
- altele / nedeclarată — 1.